# Nicholas D. Wolfwood
(Nicholas D. Wolfwood)
Nicholas D. Wolfwood (ニコラス・D・ウルフウッド?, Nikorasu Dī Urufūddo), noto anche come Nicholas the Punisher (ニコラス・ザ・パニッシャー?, Nikorasu za Panisshā), è un personaggio principale della serie manga Trigun di Yasuhiro Nightow e del relativo adattamento anime. È presente anche nel film Trigun: Badlands Rumble del 2010 e nella serie anime Trigun Stampede (2023). È un reverendo che brandisce una grande pistola a forma di croce chiamata Punisher, utilizzata sia per salvare le persone che per distruggerle completamente. Dopo aver dimostrato potenziale nell'orfanotrofio in cui è cresciuto, è stato addestrato e modificato da Chapel, acquisendo abilità potenziate e la capacità di rigenerarsi da gravi ferite grazie a speciali fiale. Il Punisher, la sua arma distintiva, è dotato di due mitragliatrici e un lanciarazzi. Wolfwood viene trovato quasi morto nel deserto dal protagonista Vash the Stampede; nonostante le loro diverse morali, i due diventano alleati ricorrenti.
Wolfwood è stato creato da Nightow utilizzando come modello principale il cantante Tortoise Matsumoto della band Ulfuls. Il manga è stato adattato in una serie anime, dove Wolfwood è doppiato da Shō Hayami. Nella serie Trigun Stampede, il personaggio è doppiato da Yoshimasa Hosoya da adulto e da Mirei Kumagai da bambino. In italiano, lo interpreta Massimo De Ambrosis.
La caratterizzazione di Wolfwood è stata apprezzata per il suo ruolo di contrappunto alla morale del protagonista e per la sua complessità rispetto alla storia degli antagonisti.

## Creazione e concezione
Se Vash the Stampede, il protagonista di Trigun, è un'invenzione originale di Yasuhiro Nightow, il personaggio di Wolfwood trae ispirazione da fonti esterne. Il suo nome proviene da un gruppo musicale chiamato "Wolfwood", e Nightow ha utilizzato l'immagine del cantante come modello per il reverendo. Inoltre, Wolfwood è modellato su Tortoise Matsumoto, membro della band Ulfuls, di cui Nightow apprezzava particolarmente la forma del naso, appuntito e ricurvo verso il basso. Nightow scherza sul fatto che ha dedicato molto tempo a scolpire il naso di Wolfwood.
Nightow ha dichiarato di essere particolarmente orgoglioso della vita e della morte di Wolfwood, insieme alla trama che le ruota attorno. L'abbigliamento del personaggio è stato concepito in modo semplice, evitando dettagli eccessivi per facilitare il disegno. Il "Punisher", l'arma a forma di croce brandita dai membri della setta di assassini Eye of Michael, è associato principalmente a Nicholas D. Wolfwood. Questa grande arma include due mitragliatrici nella parte anteriore e un lanciarazzi nella parte posteriore. Nell'anime, i bracci laterali della croce si aprono per rivelare scomparti per diverse pistole semiautomatiche. Nightow ha commentato che il Punisher pesa circa un "centinaio di chili" e che Wolfwood possiede un "incredibile senso dell'equilibrio".

### Doppiaggio
Nel primo adattamento animato, Wolfwood è stato doppiato da Shō Hayami. In seguito, Hayami ha espresso il suo apprezzamento per questo primo lavoro, sottolineando il senso di affetto che ha provato, soprattutto durante le interazioni con il doppiatore di Vash, Masaya Onosaka. Per la serie Trigun Stampede, il ruolo è stato assegnato a Yoshimasa Hosoya nella sua versione adulta e da Mirei Kumagai da bambino. Hosoya ha descritto i vari strati del fascino di Wolfwood, evidenziando il suo dialetto ombroso del Kansai, un tocco di pericolosità e la gamma di emozioni che esprime, oscillando tra il minaccioso e il premuroso.
Nel doppiaggio italiano della serie anime del 1998, il personaggio è stato interpretato da Massimo De Ambrosis, ruolo che ha ripreso anche nel film Trigun: Badlands Rumble.

## Biografia del personaggio

### Manga
Nel manga il personaggio di Wolfwood ha una caratterizzazione più profonda e un ruolo molto particolare. Infatti egli è uno dei Gung ho Guns "Chapel The Punisher", che viene inviato da Knives per guidare e proteggere il fratello. Tuttavia col passare del tempo si convince che Vash è veramente l'uomo che può salvare il mondo e di fatto non lo tradisce. Ma come nell'anime, anche nel manga i rapporti sono tesi quando si tratta di uccidere per necessità delle persone, cosa a cui Vash è da sempre contrario. Nello scontro coi Gung-Ho Guns presta al Tifone Umanoide un valido sostegno: Uccide Rai-Dei the Blade, che voleva eliminare il biondo pistolero alle spalle; sconfigge Ninelives e affronta pure Midvalley the Hornfreak fino a quando questo non si rivolta contro Legato.
Si scopre inoltre la sua infanzia. Nicholas è un orfano che vive per un breve periodo in orfanotrofio ma che egli ricorderà come il più bello della sua vita. Sarà lì che conoscerà Livio, un ragazzo che aiuterà e a cui ridarà fiducia in se stesso.
Dopo poco tempo viene notato da Master C che lo porta con sé nell'Eye of St. Michael, una setta di assassini, e lì lo istruisce per potenziare il suo corpo e renderlo più resistente, processo che però velocizza anche il suo metabolismo tanto da farlo invecchiare più velocemente. Alla fine dell'addestramento riceve uno dei 10 Punisher esistenti. Una volta che scopre la minaccia che rappresenta Master C per l'orfanotrofio decide di ammazzarlo, tuttavia egli sopravvive ma perde l'uso delle gambe.
Nel presente della storia, Master C è al soldo di Legato e vuole uccidere Wolfwood per vendicarsi. Come allievo ha però preso Livio, il suo vecchio amico. Quando Master C e Livio vanno all'orfanotrofio e prendono i bambini come ostaggi Nicholas si precipita a combatterli. Lo scontro è furioso, tanto che Livio libera la sua personalità malvagia "Razlo The Tri Punisher of Death". Grazie all'aiuto di Vash il reverendo uccide Master C e fa tornare buono Livio. Chiede alla direttrice dell'orfanotrofio di non svelare la sua identità ai bambini e consegna la mezza moneta a Vash, poco dopo, a causa delle ferite e delle troppe fiale rigeneranti, Nicholas muore sulla panchina vicino al suo vecchio amico.
Una volta morto, Livio prende il posto del reverendo come spalla di Vash.

### Anime
Appare nell'episodio n. 9 (Murder Machine) all'inizio dello stesso, e l'incontro con Vash the Stampede avverrà casualmente nel deserto, quando viene soccorso dai passeggeri di un bus all'interno del quale viaggia Vash insieme con Meryl Stryfe e Milly Thompson. Sin dal primo momento sembra essere in sintonia con Vash almeno per quanto riguarda il lato goliardico e divertente, ma con l'avanzare della serie si scorgono differenze tra i due personaggi: Vash è un idealista, Wolfwood invece è un disilluso, arresosi fin dalla tenera età ad un mondo di atrocità e che preferisce nei momenti drammatici uccidere invece che farsi uccidere; eppure il suo atteggiamento risulta in certi casi contrastante dal momento che Wolfwood è un reverendo errante ed è particolarmente generoso: infatti invia ogni singolo $$ (Doppio Dollaro, la valuta presente nell'anime) al suo orfanotrofio.
Il reverendo porta sempre con sé una croce di metallo gigante avvolta in dei panni bianchi e delle cinture. Tale croce, chiamata Punisher, è in realtà una temibile arma da fuoco e nell'anime se ne possono identificare due versioni: la prima ha 12 colt M1911A1 stainless all'interno dei bracci della croce; la seconda versione invece ha una mitragliatrice nell'estremità inferiore, mentre all'estremità superiore ha invece un lanciarazzi. Sempre in questa seconda versione, al centro della croce, che viene usato come impugnatura, vi è inciso un teschio con gli occhi cavi.
Tale versione è forse la più amata dagli appassionati del genere ed è così pesante che nell'anime solo Wolfwood, Vash e Milly riescono a maneggiarla senza problemi particolari. Wolfwood afferma che essa peserebbe quanto la "misericordia di Dio".

## Accoglienza

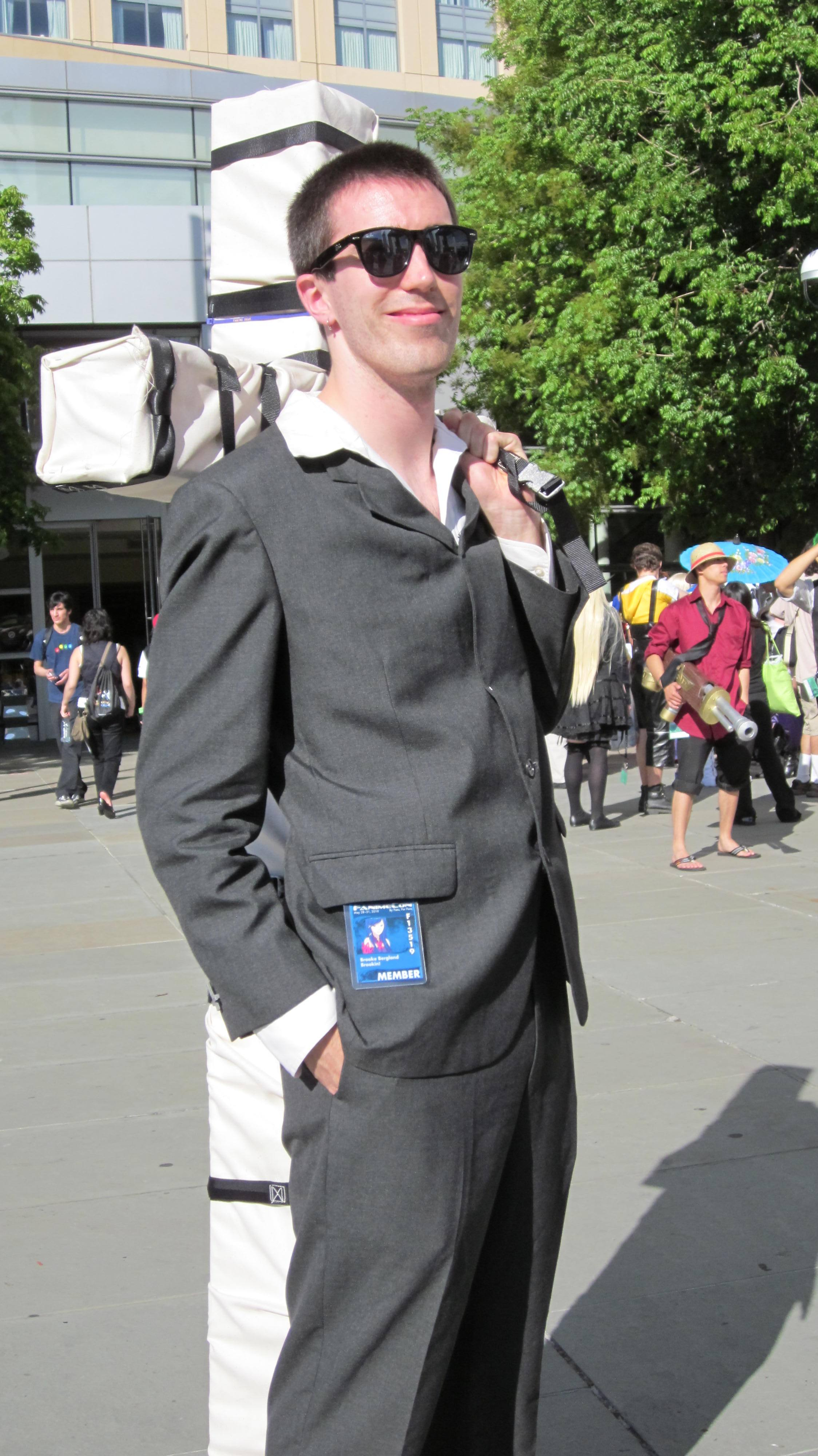
Cosplayer di Wolfwood al FanimeCon del 2010.

Anime Source ha classificato Wolfwood al 75° posto nella Top 100 dei personaggi degli anime, basandosi su 19 voti. Considerato il "padre di tutti i preti cazzuti e armati", Wolfwood si distingue per i suoi metodi eterodossi, pur rimanendo dedicato al suo ministero in modo peculiare. Un commento evidenzia il rispetto per il personaggio, sottolineando che non tutti riescono a coniugare il sacerdozio con tale finezza. Inoltre, Wolfwood si è posizionato al 10º posto nell'annuale Anime Grand Prix del 1998 per i personaggi maschili.
Mania Entertainment lo ha inserito al nono posto nella classifica dei 10 pistoleri più cattivi degli anime, descrivendo la sua figura: "Indossando gli abiti di un prete e portando una croce sulla schiena, Wolfwood si aggira per il pianeta desertico di Gunsmoke". La sua croce non è solo simbolica, ma funge anche da gigantesco arsenale, contenente una mitragliatrice e un lanciarazzi, oltre a scomparti per pistole nell'anime. Prima di incontrare Vash, Wolfwood era disposto a fare tutto il necessario, non esitando a usare la violenza per far conoscere Dio a chiunque gli capitasse a tiro. Wolfwood è stato anche riconosciuto come il miglior personaggio non protagonista di una serie anime. Jian DeLeon della rivista Complex lo ha nominato sesto nella lista dei "25 personaggi degli anime più eleganti", definendolo l'epitome del "parla piano e porta un grosso bastone". Anime News Network ha descritto Wolfwood come un contrappeso per Vash, sfidando i suoi metodi pacifisti mentre collaborano. DVD Talk ha concordato sul fatto che Wolfwood rappresenti l'opposto di Vash e lo ha definito un personaggio di supporto divertente. Anche l'interpretazione di Shō Hayami nel ruolo di Wolfwood è stata elogiata da DVD Talk per il suo approccio divertente e la sua personalità fredda. Elena M. Aponte della Bowling Green State University ha osservato che la caratterizzazione di Wolfwood serve a contrastare i valori di Vash, evidenziando come la violenza diventi necessaria in certe situazioni. Everyeye.it lo ha definito il vero coprotagonista della serie, sottolineando la sua natura meravigliosa come personaggio.
Per quanto riguarda il suo ruolo in Trigun Stampede, Dual Shockers ha notato che l'assenza del personaggio di Milly influisce negativamente sulla caratterizzazione di Wolfwood, poiché nella serie originale avevano una relazione romantica. Tuttavia, l'introduzione rapida di Roberto e Meryl come surrogati del pubblico ha permesso uno sviluppo più veloce dei personaggi principali. Anime News Network ha apprezzato la gestione di Wolfwood in Stampede, evidenziando come le sue relazioni e il suo retroscena siano stati ampliati. Anime Corner ha acclamato l'episodio dedicato al passato di Wolfwood come uno dei migliori dell'intera stagione. Infine, il romanzo fantascientifico Così si perde la guerra del tempo è diventato virale grazie ai commenti su Wolfwood, come notato dal produttore di Trigun Stampede, Yoshihiro Watanabe. Toussaint Egan di Polygon ha espresso entusiasmo per questo riconoscimento, essendo sia un fan del romanzo che di Trigun.